# Donna Douglas
Donna Douglas, geboren als Doris Smith, (Pride, Louisiana, 26 september 1932 – Zachary (East Baton Rouge Parish), Louisiana, 1 januari 2015) was een Amerikaanse actrice. Zij was vooral bekend door haar rol als Elly May Clampett in de televisiekomedieserie The Beverly Hillbillies, waarin ook Buddy Ebsen een hoofdrol had.
Douglas deed mee aan verschillende Missverkiezingen en kwam daardoor in een tandpastareclame terecht. In 1957 was zij voor het eerst op televisie in de Perry Como Show. Vervolgens was zij gast bij Ed Sullivan. Dat was haar opstap om als actrice door te breken. Zij speelde in Career (1959) met Dean Martin en Shirley MacLaine en in de musicalkomedie Li'l Abner. In 1961 speelde ze met Doris Day en Rock Hudson in Lover Come Back. Daarna speelde ze mee in diverse televisieseries zoals The Eye of the Beholder en Adam-12. In 1966 speelde ze de hoofdrol in de film Frankie and Johnny en was ze tegenspeelster van Elvis Presley. Ondertussen speelde zij dus van 1962 tot en met 1971 (alle 274 afleveringen) in het succesvolle The Beverly Hillbillies. Zij ontving daarvoor de Miss Golden Globe in 1963 samen met Eva Six. In 1981 speelde ze ook mee in The Return of the Beverly Hillbillies.
Douglas speelde daarna minder, maar stond wel vaak (als cover) in de bladen. Ze was ook nog zangeres, kinderboekenschrijfster, model voor Barbiepoppen, spreker op congressen, maker van bijbelkleurboeken en tuinierster. Douglas was twee keer getrouwd en heeft één kind.
In 2014 werd pancreaskanker bij haar geconstateerd. Op nieuwjaarsdag 2015 overleed ze op 82-jarige leeftijd. Douglas werd begraven in Bluff Creek in East Feliciana Parish.